# Greg Holland (baseball)
Pour le musicien country, voir Greg Holland.
Gregory Scott Holland, né le 20 novembre 1985 à Asheville (Caroline du Nord) aux États-Unis, est un lanceur de relève droitier de la Ligue majeure de baseball. 
Il évolue avec les Royals de Kansas City de saison 2010 à saison 2015. Il compte deux invitations au match des étoiles et établit en 2013 un record de franchise des Royals avec 47 sauvetages. Il fait partie de l'équipe des Royals championne de la Série mondiale 2015.

## Carrière
Après des études secondaires à la McDowell High School d'Asheville (Caroline du Nord), Greg Holland suit des études supérieures à la Western Carolina University où il porte les couleurs des Catamounts de 2005 à 2007.  

### Royals de Kansas City
Il est repêché le 7 juin 2007 par les Royals de Kansas City au dixième tour de sélection. Il perçoit un bonus de 50 000 dollars à la signature de son premier contrat professionnel le 11 juin 2006. 
Il passe trois saisons en Ligues mineures avant d'effectuer ses débuts en Ligue majeure le 2 août 2010 par une relève lors d'un match face aux Athletics d'Oakland.

#### Saison 2011
Holland est releveur dans 46 parties des Royals en 2011. À sa première présence de l'année, le 19 mai contre Texas, il mérite sa première victoire en carrière. Il termine la saison avec une fiche victoires-défaites de 5-1, et une superbe moyenne de points mérités de 1,80 en 60 manches au monticule. Il réussit 74 retraits sur des prises et enregistre 4 sauvetages.

#### Saison 2012
Holland devient stoppeur des Royals en 2012, après l'échange qui fait passer, fin juillet, Jonathan Broxton de Kansas City aux Reds de Cincinnati. Il réalise 16 sauvetages en fin d'année et termine la campagne avec une moyenne de points mérités de 2,96 en 67 manches lancées lors de ses 67 sorties au monticule. Il reçoit 7 victoires contre 4 défaites. Il est élu meilleur lanceur des Royals en 2012.

#### Saison 2013
Pour la première fois de sa carrière, Holland est invité en 2013 au match des étoiles. Pour la seconde année de suite, il est élu meilleur lanceur des Royals et établit ou égale plusieurs records de franchise. Le 26 septembre face aux White Sox de Chicago, il bat le record d'équipe de 45 sauvetages en une saison établi par Dan Quisenberry en 1983 et Jeff Montgomery en 1993 et termine la saison avec le nouveau record de 47 victoires protégées. Sa moyenne de points mérités de 1,21 est la meilleure de l'histoire du club pour un releveur, abattant le précédent record (1,37) établi par Montgomery en 1989. Ses 103 retraits sur des prises constituent le plus haut total parmi les lanceurs de relève de la Ligue américaine et égalent un record de franchise : Jim York avait aussi réussi 103 retraits sur des prises pour les Royals en 1971, mais en 93 manches et un tiers lancées, alors que Holland atteint le même nombre en seulement 67 manches au monticule en 2013. Holland n'accorde que 18 buts-sur-balles durant l'année, 16 de moins que la saison précédente avec le même nombre de manches lancées. Une fois de plus, il accorde à l'adversaire peu de coups de circuits : seulement 3 dans l'année pour un total de 11 alloués seulement en 4 saisons. 
Il termine 9e au vote désignant le vainqueur du trophée Cy Young du meilleur lanceur et 15e au vote désignant le joueur par excellence de la Ligue américaine. Il est le releveur qui reçoit le plus de votes pour ce dernier prix, et le 2e lanceur qui en reçoit le plus après Max Scherzer, un lanceur partant. Il est aussi élu meilleur releveur de la Ligue américaine en juillet et septembre 2013.

#### Saison 2014

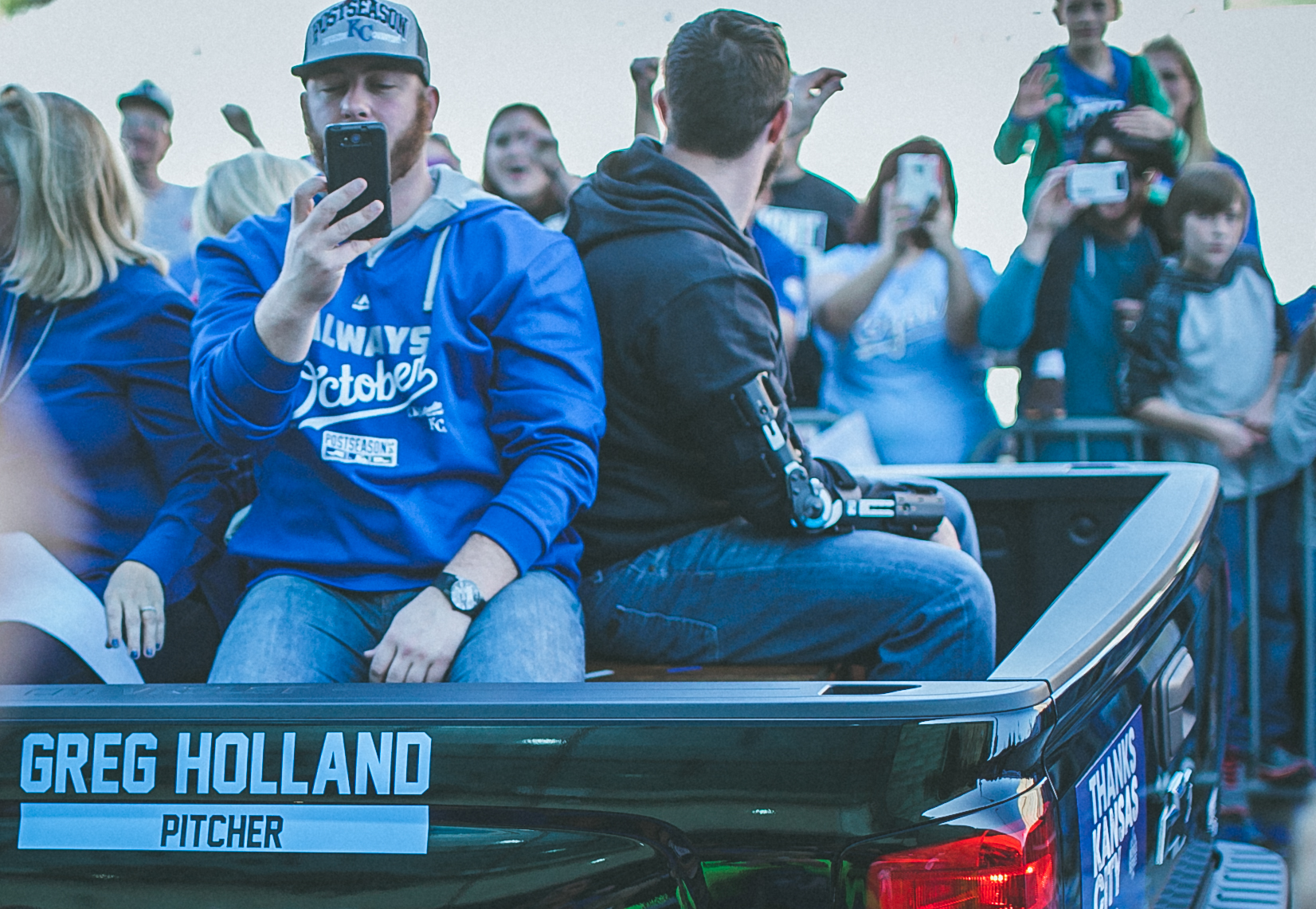
Greg Holland défile avec ses coéquipiers à Kansas City pour célébrer la victoire des Royals en Série mondiale 2015.

Holland est invité au match des étoiles 2014.
Avec ses coéquipiers Wade Davis (1,00) et Kelvin Herrera (1,41), Holland est l'un des trois meneurs des Royals pour la moyenne de points mérités en 2014. La sienne ne s'élève qu'à 1,44 en 62 manches et un tiers au monticule. Il est employé dans 65 matchs et réalise 46 sauvetages, un de moins que son propre record d'équipe, et prenant pour une deuxième année de suite le second rang de la Ligue américaine, cette fois derrière les 48 victoires protégées de Fernando Rodney pour Seattle.

#### Saison 2015
Holland protège 32 victoires des Royals en 2015 mais sa moyenne de points mérités, en forte hausse, est sa plus élevée en carrière et se chiffre à 3,83 en 48 matchs. Il réussit 49 retraits sur des prises en 44 manches et deux tiers lancées. Le 24 septembre, les Royals annonce que Holland, qui lançait en dépit d'une déchirure au ligament collatéral ulnaire du coude droit, ratera le reste de la saison ainsi que les séries éliminatoires. Il subit une opération Tommy John le 2 octobre 2015.
Même s'il est blessé, Holland fait partie de l'équipe des Royals championne de la Série mondiale 2015.
Alors que son retour au jeu semble peu probable avant 2017, Holland est libéré de son contrat par Kansas City le 2 décembre 2015.

### Rockies du Colorado
Le 28 janvier 2017, Holland signe un contrat d'une saison pour 7 millions de dollars avec les Rockies du Colorado.
Avec 11 sauvetages à ses 11 premières opportunités de la saison, Holland réussit son retour au jeu et est nommé meilleur releveur du mois d'avril 2017 dans la Ligue nationale, devenant le premier récipiendaire de ce nouveau prix mensuel. Il enchaîne 8 sauvetages en autant d'occasions le mois suivant pour être élu meilleur releveur de mai 2017.

## Statistiques
| Saison | Équipe    | G  | GS | CG | SHO | V | D | SV | IP   | SO | ERA  |
| ------ | --------- | -- | -- | -- | --- | - | - | -- | ---- | -- | ---- |
| 2010   | LA Angels | 15 | 0  | 0  | 0   | 0 | 1 | 0  | 18.2 | 23 | 6,75 |
| Totaux | Totaux    | 15 | 0  | 0  | 0   | 0 | 1 | 0  | 18.2 | 23 | 6,75 |

Note: G = Matches joués ; GS = Matches comme lanceur partant ; CG = Matches complets ; SHO = Blanchissages ; 
V = Victoires ; D = Défaites ; SV = Sauvetages ; IP = Manches lancées ; SO = retraits sur des prises ; ERA = Moyenne de points mérités.